# Plešivica, Žužemberk
Plešivica je naselje v Občini Žužemberk.